# Іданя-а-Нова
Іда́ня-а-Но́ва (порт. Idanha-a-Nova; МФА: [i.ˈdɐ.ɲɐ-ɐ-ˈno.vɐ], «Нова Іданя») — муніципалітет і містечко в Португалії, в окрузі Каштелу-Бранку. Розташований у східній частині країни, на теренах історичної португальської провінції Бейра. Належить до Порталегрівсько-Каштелу-Бранківської діоцезії Католицької церкви в Португалії. Права міського самоврядування має з 1206 року. Поділяється на 13 парафій. За адміністративним поділом чинним до 1976 року був складовою провінції Нижня Бейра. Площа муніципалітету — 1416,34 км², населення муніципалітету — 9716 ос. (2011); густота населення — 6,86 осіб/км²
. Патрон — Діва Марія. Святковий день муніципалітету — 3-й понеділок після Пасхи. Поштовий індекс — 6060.  Код місцевої адміністративної одиниці — 0505. Складова статистичного регіону Центр.

## Географія
Іданя-а-Нова розташована на сході Португалії, на сході округу Каштелу-Бранку, на португальсько-іспанському кордоні.
Містечко розташовано за 24 км на північний схід від адміністративного центру округу міста Каштелу-Бранку.
Іданя-а-Нова межує на півночі з муніципалітетом Пенамакор, на сході й півдні — з Іспанією, на заході — з муніципалітетами Каштелу-Бранку і Фундан.

## Історія
1206 року португальський король Саншу I надав Новій Іданьї форал, яким визнав за поселенням статус містечка та муніципальні самоврядні права.

## Населення
| Кількість мешканців | Кількість мешканців | Кількість мешканців | Кількість мешканців | Кількість мешканців | Кількість мешканців | Кількість мешканців | Кількість мешканців | Кількість мешканців | Кількість мешканців | Кількість мешканців | Кількість мешканців | Кількість мешканців | Кількість мешканців | Кількість мешканців |
| ------------------- | ------------------- | ------------------- | ------------------- | ------------------- | ------------------- | ------------------- | ------------------- | ------------------- | ------------------- | ------------------- | ------------------- | ------------------- | ------------------- | ------------------- |
| 1864                | 1878                | 1890                | 1900                | 1911                | 1920                | 1930                | 1940                | 1950                | 1960                | 1970                | 1981                | 1991                | 2001                | 2011                |
| 16 346              | 18 024              | 20 412              | 23 002              | 27 298              | 26 112              | 27 998              | 32 873              | 33 439              | 30 418              | 20 884              | 16 101              | 13 630              | 11 659              | 9 716               |

## Парафії
- Алкафозеш
- Алдейя-де-Санта-Маргаріда
- Зебрейра
- Іданя-а-Нова
- Іданя-а-Веля
- Ладуейру
- Меделін
- Монфортіню
- Монсанту
- Оледу
- Пеня-Гарсія
- Пруенса-а-Веля
- Рошманінял
- Салватерра-ду-Ештрему
- Сан-Мігел-де-Аша
- Сегура
- Толойнш

## Пам'ятки
- Монсантівський замок — середньовічний замок ХІІ століття.